# Biharrósa
Biharrósa falu Romániában, Bihar megyében.

## Fekvése
Bihar megyében, a Király-erdő déli oldalán, Biharkaba és Vársonkolyos között fekvő település.

## Története
A Király-erdő déli oldalán, a Rossia patak mellett fekvő település lakói románok.
Földesura a 20. század elejéig a nagyváradi görögkatolikus püspökség volt.
Az 1800-as évekig a falu határában rézbányák működtek.
Határában, a Rossia patak szurdokvölgyében több kisebb, érdekes barlang található.
Borovszky Samu az 1900-as évek elején írta a településről: "Rossia a hasonnevű patak mellett, Király-erdő alatt fekvő kisközség, túlnyomóan görög keleti vallású oláh lakosokkal. Házainak száma 423, lakosaié 2432. Postája Remete, távírója és vasúti állomása Belényes."

## Nevezetességek
- Görög keleti fatemploma - 1895-ben épült.
- Barlangok a Rossia patak szurdokvölgyében.
- Vízimalom - mely még most is működőképes. Bihar megyében Biharrósa községben található az egyetlen, ma is működőképes, fából épült, hagyományos vízimalom, amely a XIX. század végén épült. Az alsó szinten a malom őrlőszerkezete kapott helyet, a felső szinten pedig a molnár szobája. A malom egész nap látogatható, a tulajdonosa, Burtic Gheorghe úr ott is lakik, aki egész életében molnárként dolgozott.